# Ferme de Cours
La Ferme de Cours est une ancienne métairie qui fut certainement rattachée à l'abbaye Saint-Martin de Tours. Elle est située sur la commune de Sublaines, dans le département d'Indre-et-Loire.
Elle est partiellement inscrite à l'inventaire des monuments historiques depuis le 21 octobre 1963.
Cette demeure privée ne se visite pas.

## Localisation
La ferme de Cours est située à environ 2,5 km au nord-ouest du chef-lieu communal de Sublaines, non loin de la sortie 11 Bléré de l'autoroute A85. Elle est entourée de terres agricoles qui constituaient probablement son domaine.

## Historique
À l’origine de cette métairie il y eut peut-être une ancienne cour (curtis) carolingienne, ensemble de bâtiments  clos pour un riche propriétaire et ses domestiques, mais seule la toponymie évoque cette hypothèse. Ce fut très certainement plus tard une métairie appartenant à la collégiale Saint-Martin. Le plus ancien bâtiment de la ferme est la tour, datant probablement de la seconde moitié du XVIe siècle, servant de pigeonnier mais ayant aussi certainement une fonction défensive. Les autres bâtiments sont ajoutés ou reconstruits ultérieurement, comme la grande méridionale qui date de 1864.

## Architecture et décoration
Une tour carrée servait de porche d'accès à la cour de la ferme grâce à deux arcs en plein cintre ; celui situé à l'ouest est totalement muré alors que du côté oriental, il ne l'est que partiellement. L'étage supérieur est occupé par un colombier ayant conservé ses trois rangées de boulins, ménageant au total 150 nids. Une corniche de pierre installée à mi-hauteur de la tour était destinée à recevoir les pigeons et à leur permettre de pénétrer à l'intérieur. La maçonnerie fait appel au petit appareil irrégulier en moellons avec des chaînages d'angle en pierres de taille,. L'ensemble des bâtiments enserre une cour trapézoïdale dont la tour occupe l'angle sud-ouest.
Cette tour est le seul bâtiment de la ferme qui fasse l'objet d'une inscription aux monuments historiques par arrêté en date du 21 octobre 1963.

## Pour en savoir plus